# ニュルンベルク城伯
ニュルンベルク城伯（ドイツ語: Burggraf von Nürnberg）は、中世に存在した神聖ローマ帝国の領邦君主。

## 歴史

### 成立と発展

ラープス伯家統治下のニュルンベルク城伯の紋章

ホーエンツォレルン家統治下のニュルンベルク城伯の紋章

ニュルンベルク城伯領の起源は、11世紀の初めにペグニッツ川沿いの岩山に神聖ローマ皇帝の城が築かれた時代に遡る。おそらく、ハインリヒ3世が1040年頃に城塞施設を建設したものである。この建設は、バンベルク司教の勢力下にわずかなりとも拠点を造ろうという思惑があったと推測されている。彼の先任者達が気前よく寄進を続けたために、フランケン地方の王領は多くの範囲が司教領として失われてしまっていたのである。
1105年頃、ニーダーエステライヒ地方の貴族ラープス伯家一門がこの城に封ぜられ、ニュルンベルク城伯が誕生した。これ以後、彼らは城塞の周辺からニュルンベルク城伯領を拡大させ、広い勢力範囲を獲得するに成功した。
1190年に最後のラープス伯コンラート2世が男系後継者のないまま亡くなり、婿にあたるツォレルン家のフリードリヒ1世がこの遺領を受け継いだ。おそらく、翌1191年に皇帝ハインリヒ6世が、彼をニュルンベルク城伯に封じたのであろう。これにより、ツォレルン伯家はニュルンベルク城伯領を正式にその所領に加えたのである。これ以後、彼らは（時に一門の傍系の者を含め）この所領（後に独立した侯領を樹立する）を、神聖ローマ帝国の終焉まで統治し続けた。14世紀以後、ツォレルン家はホーエンツォレルン家を称する。
巧みな領土拡大戦略により、ホーエンツォレルン家はその支配領域を、特に現在のオーバーフランケンからミッテルフランケンにかけての地方で拡大させていった。アーベンベルク家から相続により、その主城であるアーベンベルク、カードルツブルク、リートフェルト旧王領（ノイシュタット・アン・デア・アイシュの母体となった）を獲得し、ハイルスブロン修道院の保護権を入手した。1248年には、オーバーフランケンの北東部、アンデクス＝メラン伯が治めていたバイロイトまでも相続している。また、模範的な金融政策によっても、さらに広範囲な領土拡張がなされた。1285年にヴンジーデル、1292年にアルツベルク、1338年にシャウエンシュタイン＝ヘルムブレヒツ、1373年にミュンヒベルク、1377年にホーフ、1412年にはゼルプまでその勢力を拡大した。こうして拡大した地域はしかし、obergebirgische Land（「山地の上」地方）と呼ばれる、ニュルンベルク城伯領の一部に過ぎなかった。
ホーエンツォレルン家は、untergebirgische Land（「山地の下」地方）においても、わずか数十年の間に広い領域を統治するようになっていた。1331年には、後に首邑となるアンスバッハを含む代官領を獲得した。この他に勢力下に治めた市や市場町には、フォイヒトヴァンゲン、ウッフェンハイム、クライルスハイム、クレーグリンゲン、キッツィンゲン、マルクトシュテフト、シュヴァーバッハ、ロイタースハウゼン、グンツェンハウゼンが含まれた。
1273年には既に、ハプスブルク家の皇帝ルドルフ1世がニュルンベルクの皇帝管轄の地方裁判所をフリードリヒ3世に託した。ホーエンツォレルン家にとってこれは、政治的影響力を強める恰好の道具となった。15世紀になると、彼らは裁判所をアンスバッハに造った新しい宮廷内に移した。
ホーエンツォレルン家の権力が拡大するにつれ、バイエルンのヴィッテルスバッハ家、ヴュルツブルク司教、帝国自由都市ニュルンベルクといった他の帝国内勢力との衝突も拡大した。1420年には、バイエルン＝インゴルシュタット公ルートヴィヒ7世の軍勢によってニュルンベルク城伯の城が破壊される事態にまでエスカレートした。しかしホーエンツォレルン家は、この城をもはや再建しようとはせず、1415年にブランデンブルク選帝侯を兼ねたフリードリヒ6世が1427年に帝国自由都市ニュルンベルクに売却した。彼らはその後も「ニュルンベルク城伯」を名乗ったが、この城の売却は国法上、この時点を持ってニュルンベルク城伯が消滅したことを意味している。この後、ニュルンベルク城伯の旧領から、いずれもホーエンツォレルン家一門が統治するブランデンブルク＝アンスバッハ辺境伯領、ブランデンブルク＝クルムバッハ辺境伯領が形成された。

### 歴代城伯
歴代のニュルンベルク城伯を列記する。記載は、在位期間、名前、生没年の順である。（注:城伯に関する文献は、ところどころ一致しない点があり、特にラープス伯時代の記録には矛盾するものもある。以下の一覧では、資料がないものについても、前後関係から推測できるものついては、情報を補って記載している。）
- ラープス伯家
  - 1105年頃 – 1137年頃 ゴットフリート2世・フォン・ラープス （1137年頃没）
  - 1137年頃 – 1143年頃 コンラート1世・フォン・ラープス （1143年頃没）
  - 1143年頃 – 1160年頃 ゴットフリート3世・フォン・ラープス （1160年頃没）
  - 1160年頃 – 1191年頃 コンラート2世・フォン・ラープス（1125年から1130年頃 – 1191年頃）
- ホーエンツォレルン家
  - 1192年 – 1200年 フリードリヒ1世 （1139年 – 1200年）
  - 1204年 – 1218年 フリードリヒ2世 （1188年 – 1255年）
  - 1218年 – 1261年 コンラート1世 （1186年頃 – 1261年頃）
  - 1261年 – 1297年 フリードリヒ3世 （1220年頃 – 1297年）
  - 1297年 – 1300年 ヨハン1世 （1279年頃 – 1300年）
  - 1300年 – 1332年 フリードリヒ4世 （1287年 – 1332年）
  - 1332年 – 1357年 ヨハン2世 （1309年 – 1357年）
  - 1357年 – 1397年 フリードリヒ5世 （1333年– 1398年）
  - 1397年 – 1420年 ヨハン3世 （1369年 – 1420年）
  - 1397年 – 1427年 フリードリヒ6世 （1371年 – 1440年）

## 地理

### 領邦の構成
1357年から1361年までニュルンベルク城伯領は、すでに一時的な分割を経ている。1397年に改めて領邦の二分割が行われた。これも一時的なものであると思われたが、結局、1420年までこの状態が続いた。こうした分割によって、obergebirgische Landとuntergebirgische Landの2つの領邦内地域が形成されていった。ここでいう、gebirge（山地）とは、現在は通常「フレンキシェ・シュヴァイツ」の名で呼ばれるムゲンドルファー山地を指している。

### Obergebirgisches Land
obergebirgische Landは、主に現在のオーバーフランケンに位置する領域で、Land auf dem Gebirge und in Vogtlandとも呼ばれた。1437年に初めてuntergebirgischen Landのアムト（地方行政区分）を編入した（ノイシュタット・アン・デア・アイシュ、ダッハスバッハ、エムスキルヒェン、ヴェルンスベルク、レンホーフェン、ハーゲンビューハッハ）。これらは、後にobergebirgische Land地方のUnterlandと呼ばれることとなる。obergebirgische Landの首邑は、初めバイロイトであったが、後にクルムバッハの山上にあるプラッセンブルク城に統治機構が移された。obergebirgische Landは、後にクルムバッハ侯領（1604年からはバイロイト侯領と称する）に発展した。これをブランデンブルク＝クルムバッハあるいはブランデンブルク＝バイロイトと呼ぶこともある。

### Untergebirgisches Land
untergebirgische Landは、主に今日のミッテルフランケンに位置し、Land zu Frankenとも称した。1437年にいくつかのアムトをobergebirgische Landに譲渡した。首都は初めカードルツブルクに置かれたが、1385年からはアンスバッハに移された。untergebirgische Landは、後にアンスバッハ侯領（ブランデンブルク＝アンスバッハとも呼ばれる）に発展した。